# Thibaud Briet
Thibaud Briet (Ruan, 14 de diciembre de 1999) es un jugador de balonmano francés que juega de lateral izquierdo en el HBC Nantes. Es internacional con la selección de balonmano de Francia.
Su primer gran campeonato con la selección fue el Campeonato Europeo de Balonmano Masculino de 2022.

## Palmarés

### Selección nacional
| Campeonato Mundial | Campeonato Mundial           | Campeonato Mundial | Campeonato Mundial |
| Año                | Lugar                        | Medalla            |                    |
| ------------------ | ---------------------------- | ------------------ | ------------------ |
| 2023               | Polonia y Suecia             | Medalla de plata   |                    |
| 2025               | Croacia, Dinamarca y Noruega | Medalla de bronce  |                    |

### HBC Nantes
- Copa de la Liga de balonmano (1): 2022
- Trofeo de Campeones (2): 2022, 2024
- Copa de Francia de balonmano (2): 2023, 2024

## Clubes
| Club       | País    | Año         |
| ---------- | ------- | ----------- |
| HBC Nantes | Francia | 2019 - Act. |